# Bernhard Lohse

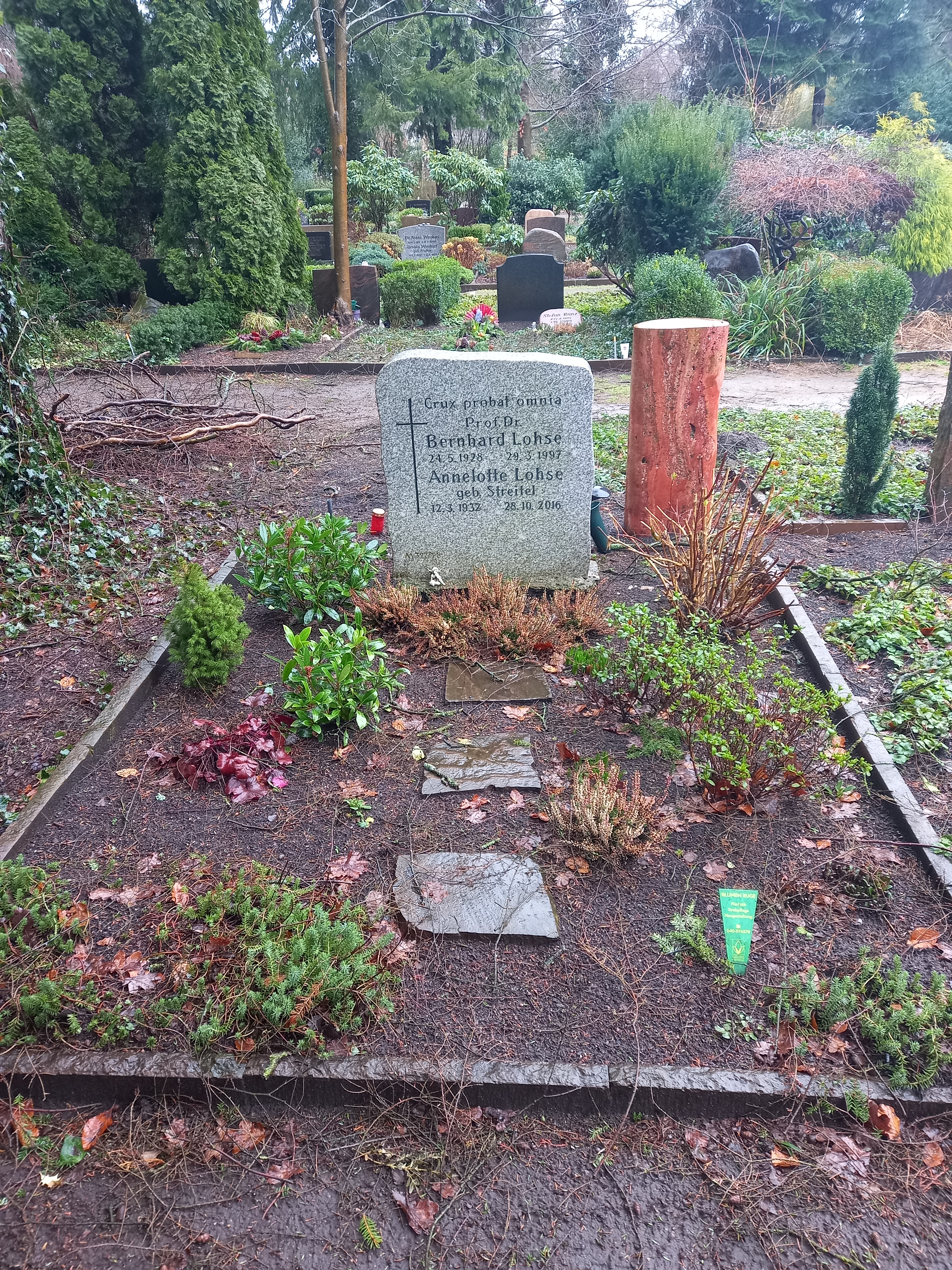
Das Grab von Bernhard Lohse und seiner Ehefrau Annelotte geborene Streitel auf dem Friedhof Blankenese in Hamburg

Bernhard Lohse (* 24. Mai 1928 in Hamburg; † 29. März 1997 ebenda) war ein evangelischer Theologe.

Lohse war Professor für Dogmen- und Kirchengeschichte an der Universität Hamburg. Sein Forschungs- und Publikationsschwerpunkt lag auf der Geschichte der Reformation und der Theologie Martin Luthers. Er widmete sich jedoch auch Themen aus dem Bereich der Patristik. 
Bernhard Lohse ist der jüngere Bruder des Theologen Eduard Lohse.

## Schriften (Auswahl)
- Evangelium in der Geschichte. Band 2: Studien zur Theologie der Kirchenväter und zu ihrer Rezeption in der Reformation. Aus Anlaß des 70. Geburtstags des Autors. Vandenhoeck & Ruprecht, Göttingen 1998
- Die Lehrentwicklung im Rahmen der Konfessionalität. Vandenhoeck & Ruprecht, Göttingen 1998
- Martin Luther. Eine Einführung in sein Leben und sein Werk. Beck, München 1997
- Eine neue Darstellung der Theologie Luthers. Vortrag am 28. November 1995 in der Katholischen Akademie Hamburg. Katholische Akademie, Hamburg 1996
- Luthers Theologie in ihrer historischen Entwicklung und in ihrem systematischen Zusammenhang. Vandenhoeck & Ruprecht, Göttingen 1995
- Epochen der Dogmengeschichte. LIT, Münster 1994, ISBN 3-8258-2011-4.